# Chrysopa astarte
Chrysopa astarte är en insektsart som beskrevs av Hölzel 1967. Chrysopa astarte ingår i släktet Chrysopa och familjen guldögonsländor. Inga underarter finns listade i Catalogue of Life.